# کیم یونگ-بائه
کیم یونگ-بائه (انگلیسی: Kim Yong-bae؛ زادهٔ ۴ فوریهٔ ۱۹۷۴) بازیکن هاکی روی چمن اهل کره جنوبی بود.
از افتخارات وی میتوان به کسب مدال نقره در بازی‌های المپیک تابستانی ۲۰۰۰ اشاره‌کرد.